# 在毀滅前
《在毀滅前》為台灣樂團Overdose第二張獨立製作EP，2010年加入TORO的Toro Production成為該娛樂公司旗下第一個樂團；6月11日由鳴遠工作室製作，金牌大風上市發行。

## 專輯曲目
| 軌道 | 歌曲名稱        | 歌曲長度 | 作詞              | 作曲        |
| ---- | --------------- | -------- | ----------------- | ----------- |
| 1    | 在毀滅前(Intro) | 1:43     | --                | 王聖方(KIT) |
| 2    | 反轉世界        | 3:34     | OVERDOSE          | OVERDOSE    |
| 3    | 漣漪            | 4:19     | 小君、Kalis       | OVERDOSE    |
| 4    | Crying Love     | 5:41     | 小君、Kalis、TORO | OVERDOSE    |
| 5    | 銀色馬戲團      | 4:09     | 小君、KIT         | 小君        |

## 專輯介紹
在台灣玩搖滾就算周遭的一切否定你，也不代表"我們"就必須否定自己。如果一個單純的理想要被毀滅前…那OverDose在這三年破千個日子裡，我們不放棄的是：挑戰眼前的一切。帶著全新的重搖滾勁道，混合另類的電子風格，在低靡的音樂亂世裡，獻上毀滅前夕的吶喊。